# Marco II di Alessandria (copto)
Papa Marco II di Alessandria (Alessandria d'Egitto, ... – Alessandria d'Egitto, 30 aprile 819) è stato il 49º papa della Chiesa copta, dal 799 fino alla sua morte.
Oltre a queste poche informazioni non ne sono giunte altre